# Rottelsheim
Rottelsheim ist eine französische Gemeinde mit 288 Einwohnern (Stand 1. Januar 2021) im Département Bas-Rhin in der Region Grand Est (bis 2015 Elsass).

## Geschichte
Bekannt ist, dass das Dorf von 774 bis 776 der Abtei von Wissembourg unterstellt war. Um 1314 hieß es „Rodesheim“ und um 1348 „Radolfisheim“.
Rottelsheim war ein Reichsdorf.
Von 1871 bis zum Ende des Ersten Weltkrieges gehörte Rottelsheim als Teil des Reichslandes Elsaß-Lothringen zum Deutschen Reich und war dem Kreis Straßburg im Bezirk Unterelsaß zugeordnet.
Am 1. Januar 2015 wechselte Rottelsheim vom Arrondissement Strasbourg-Campagne zum Arrondissement Haguenau-Wissembourg.

### Bevölkerungsentwicklung
| 1812 | 1900 | 1962 | 1968 | 1975 | 1982 | 1990 | 1999 | 2006 | 2013 |
| ---- | ---- | ---- | ---- | ---- | ---- | ---- | ---- | ---- | ---- |
| 147  | 212  | 169  | 179  | 171  | 176  | 193  | 292  | 322  | 324  |